# Manania uchidai
Espèce
Synonymes
- Thaumatoscyphus uchidai Naumov, 1961[1]

Manania uchidai est une espèce de stauroméduses de la famille des Depastridae.

## Habitat et répartition
Cette espèce est présente dans le Nord de l'Atlantique, dans l'océan Arctique et dans le Nord du Pacifique.